# Luke Fildes
Samuel Luke Fildes est un peintre et illustrateur britannique. Né à Liverpool le 3 octobre 1843, il est mort le 28 février 1927 à Londres.

## Biographie

### L'illustrateur
Il étudie à l'école d'arts de Warrington (1860) puis au Royal College of Art où il rencontre Hubert von Herkomer et Frank Holl.
Influencé par Frederick Walker (en), il entre en 1869, préoccupé par le sort des pauvres, au journal The Graphic de William Luson Thomas et croit avec lui que les illustrations ont le pouvoir d'amener des actes de charité et une action sociale collective.
Ses illustrations deviennent populaires, telle celle qu'il publie le lendemain de la mort de Charles Dickens représentant la chaise vide du célèbre écrivain et qui a inspiré Vincent van Gogh pour sa toile La chaise jaune.
Dickens impressionné par son art lui avait demandé d'illustrer son roman Le Mystère d'Edwin Drood qui paraîtra en 1870.
Fildes publiera ses illustrations dans de nombreux journaux comme le Sunday magazine (en), The Cornhill Magazine ou The Gentleman's Magazine. On lui doit aussi les illustrations du Catherine de Thackeray (1894). 

### Le peintre
En 1870, il décide de quitter le Graphic pour se consacrer entièrement à la peinture. Ses toiles sont conservées à la Tate Britain.
- The Casual Ward (1874)
- The Widower (1876)
- The Village Wedding (1883)
- An Al-fresco Toilette (1889)
- The Doctor (1891)

On lui doit aussi des vues de Venise et de nombreux portraits comme le Couronnement du roi Édouard VII et de la reine Alexandra (1902)

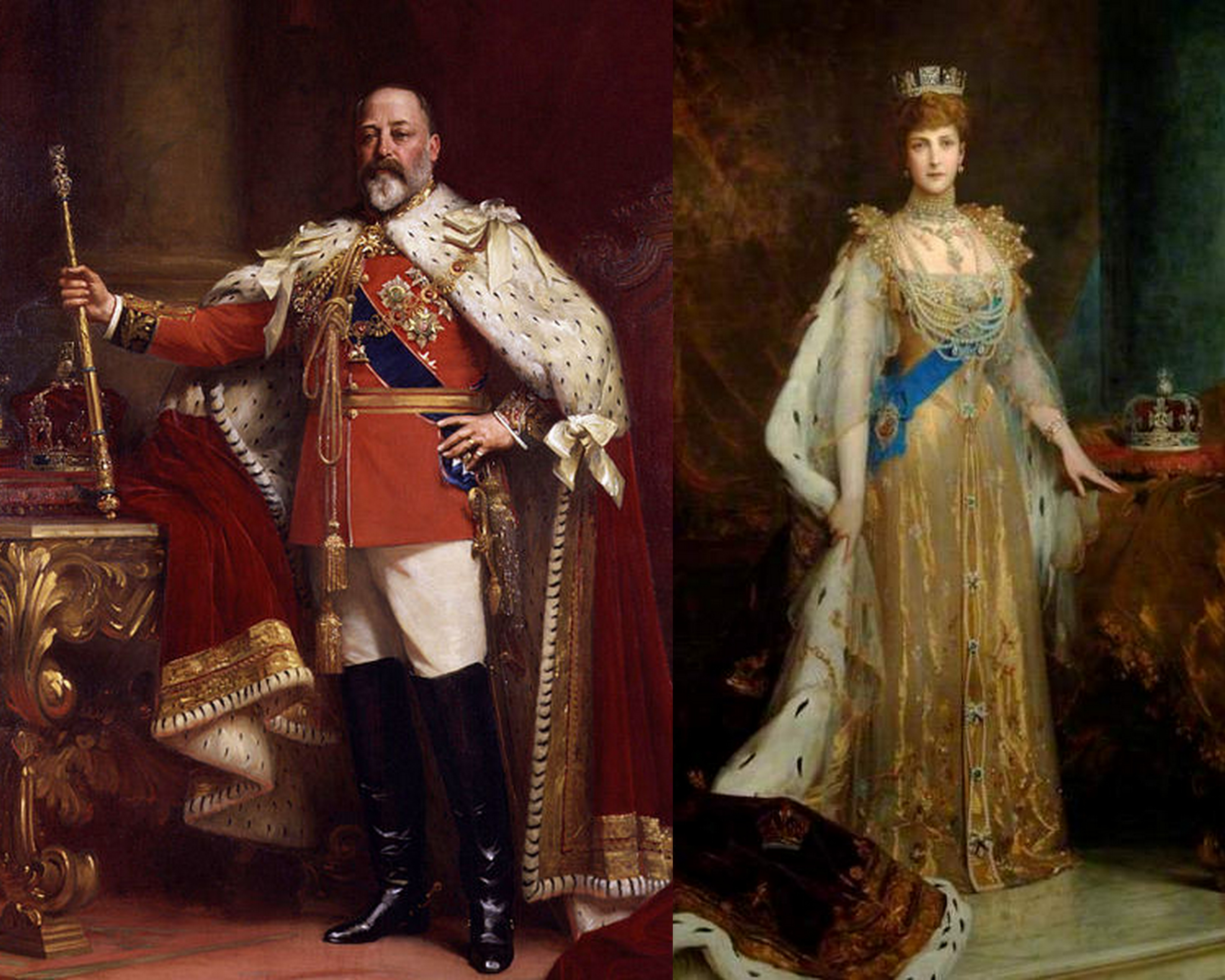
Couronnement du roi Édouard VII et de la reine Alexandra

Il est élu à la Royal Academy en 1879 et en 1906 est nommé Knight Bachelor par Édouard VII puis chevalier commandant de l'Ordre royal de Victoria par George V en 1918.
Fildes a produit un grand nombre de caricatures pour Vanity Fair sous le pseudonyme de ELF. Il est considéré avec Henry Woods (en) dont il épouse la sœur, Fanny, en 1874, comme le plus illustre des peintres de l'école néo-vénitienne. 

## Famille
Luke Field et Fanny Woods eurent deux enfants, Philip, mort de la tuberculose en 1877 et que Luke montre dans The Doctor et le microbiologiste Paul Fildes. 

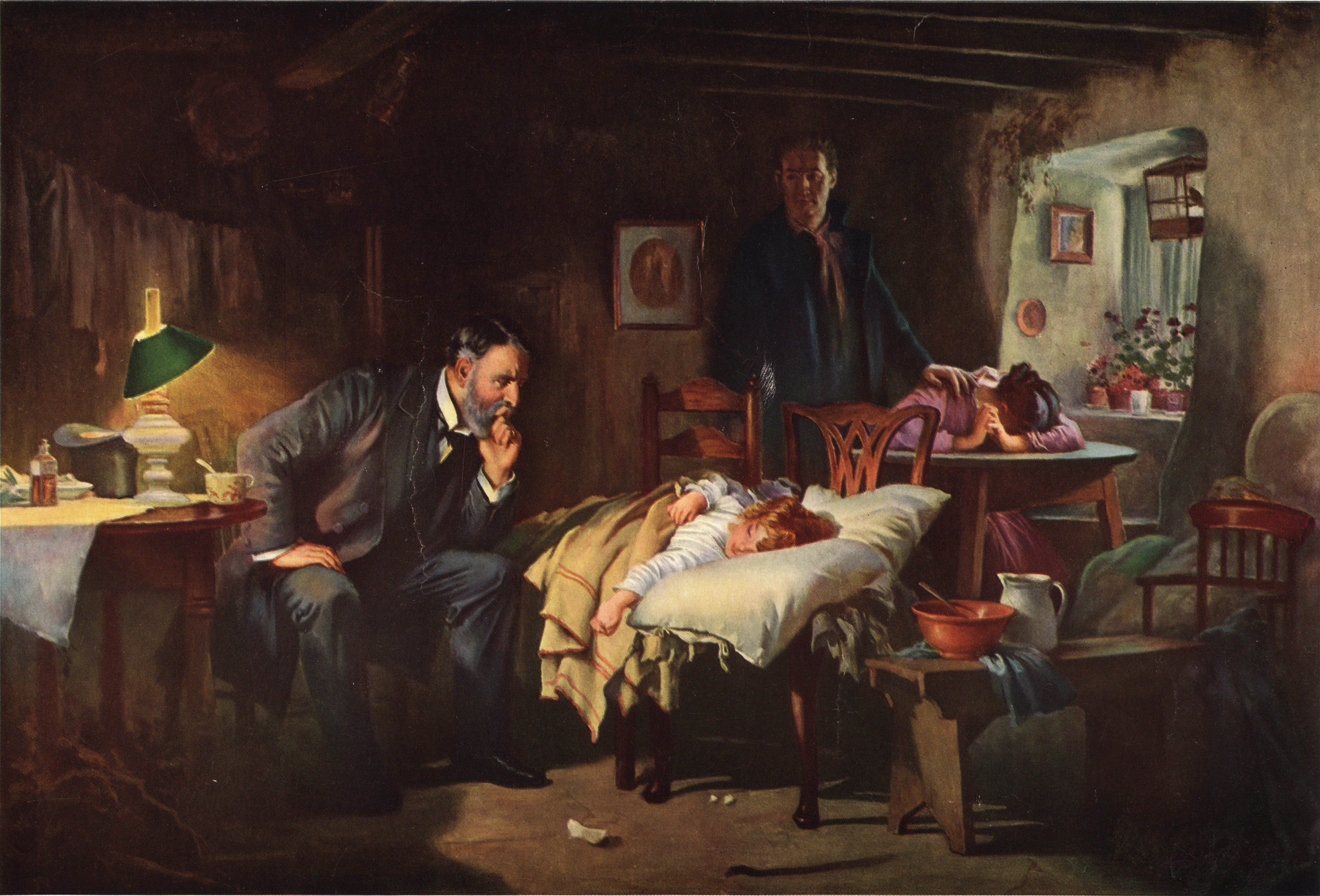
The Doctor, vibrant hommage du père veillant son fils

## Hommages
Une plaque commémorative est apposée sur sa maison  de Melbury Road (Kensington) à Londres. Cette maison a été rachetée par le réalisateur Michael Winner.
En 1949, son tableau The Doctor a été utilisé dans une campagne contre une proposition de nationalisation des soins médicaux annoncée par le président Harry S. Truman, par l'Association médicale américaine sur des affiches et des tracts portant l'inscription Keep Politics Out of this Picture.

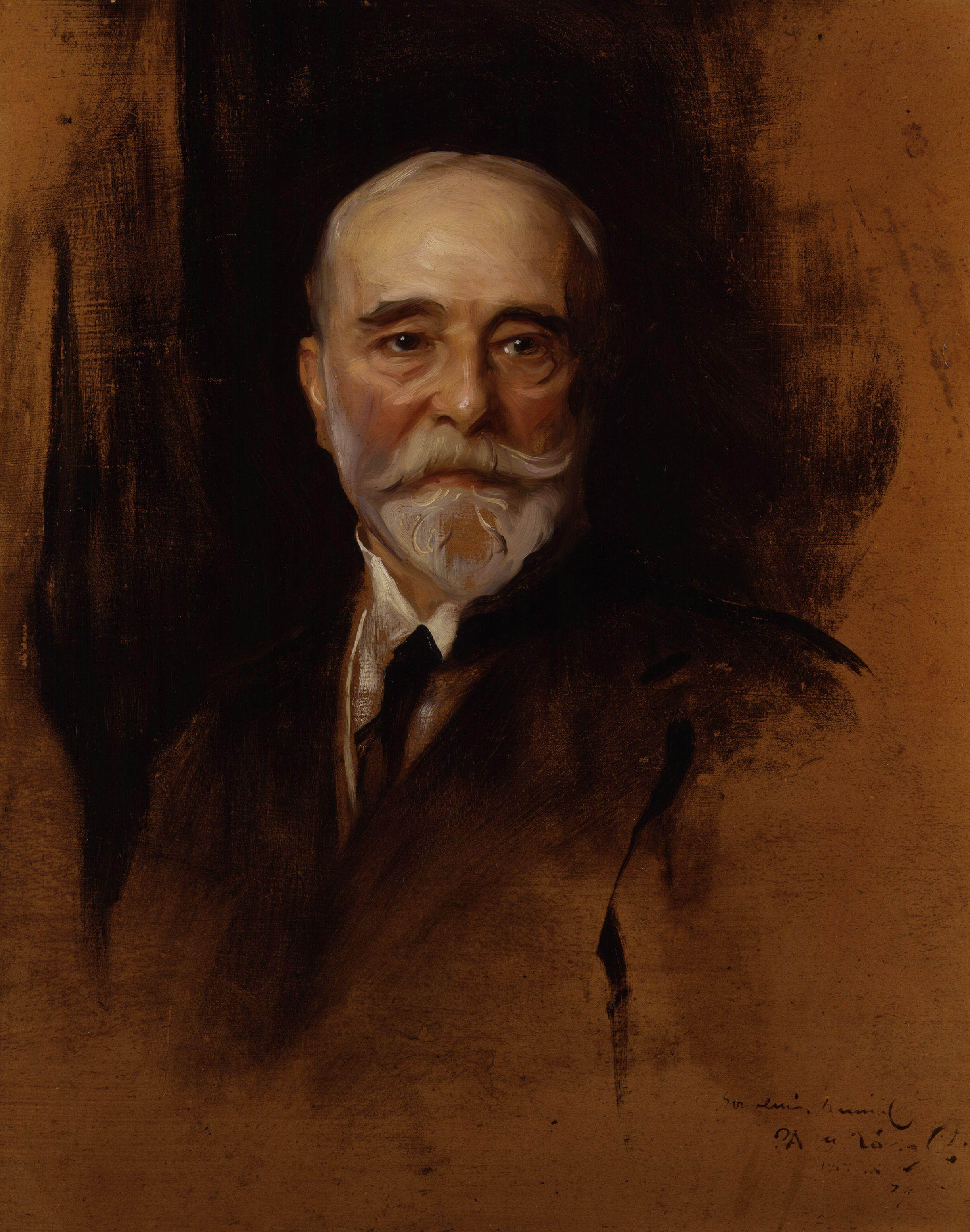
Luke Fildes par Philip Alexius de László (1914).
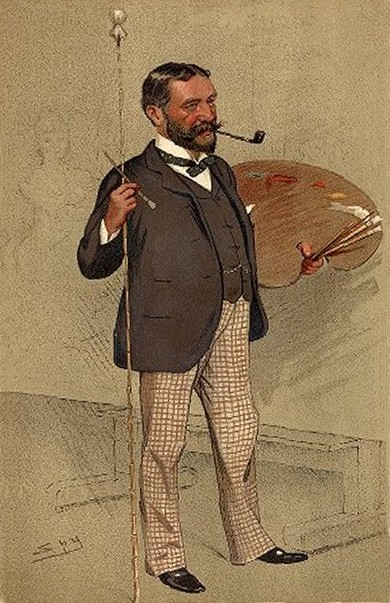
Luke Fildes caricaturé par Leslie Ward publiée dans Vanity Fair du 24 décembre 1892.
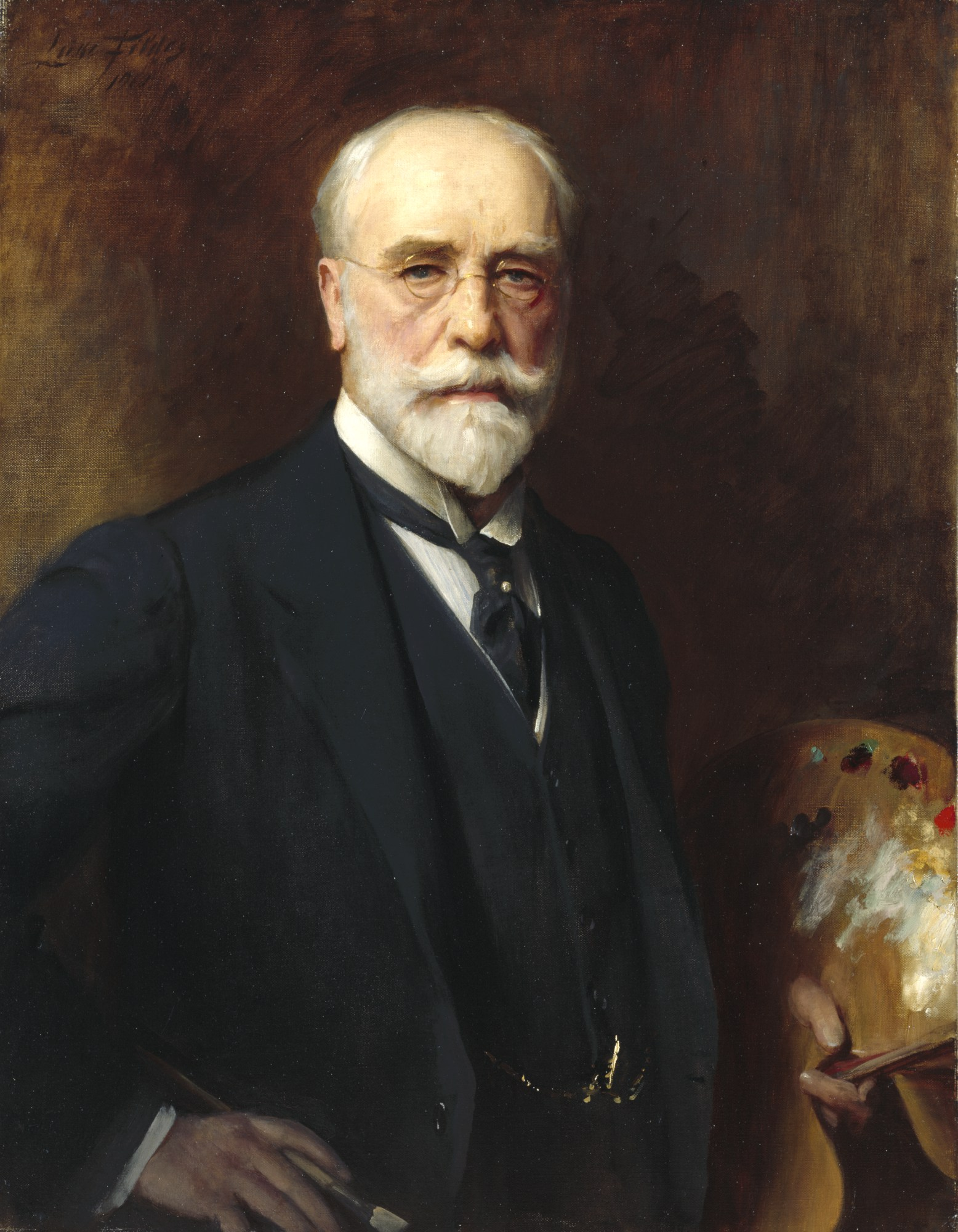
Autoportrait (1911).

## Galerie

### Caricatures dansVanity Fair

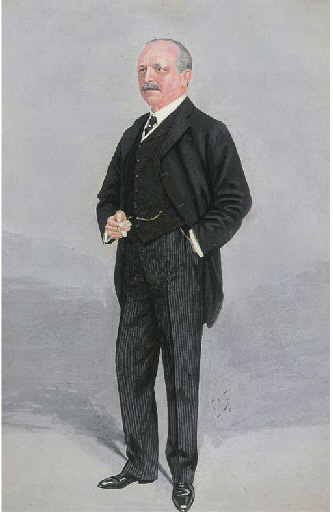
Archer Baker (13 janvier 1910).
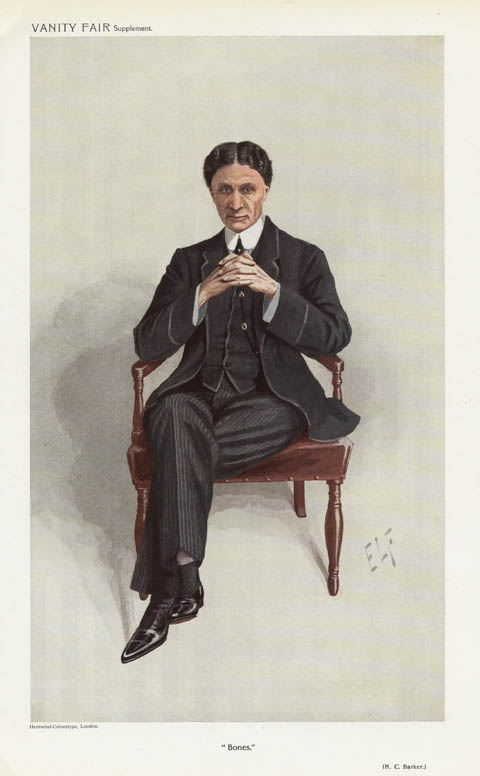
Herbert Atkinson Barker (8 décembre 1909).
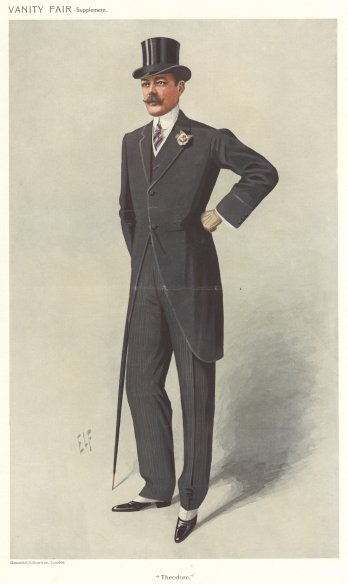
Theodore Brinckmann (21 avril 1910).
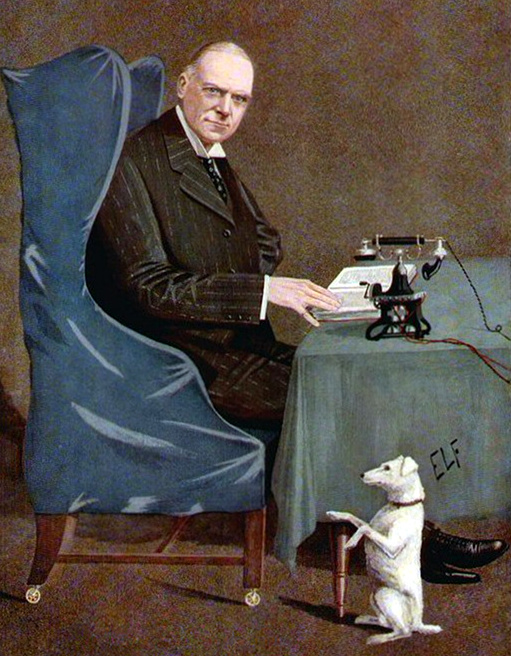
Stephen Coleridge (juillet 1910).
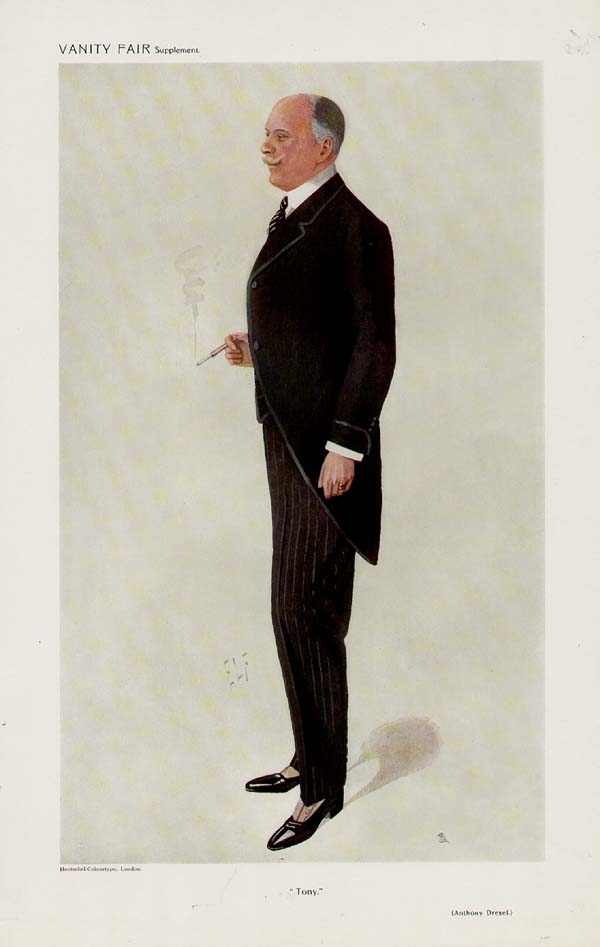
Anthony Joseph Drexel (5 mai 1910).
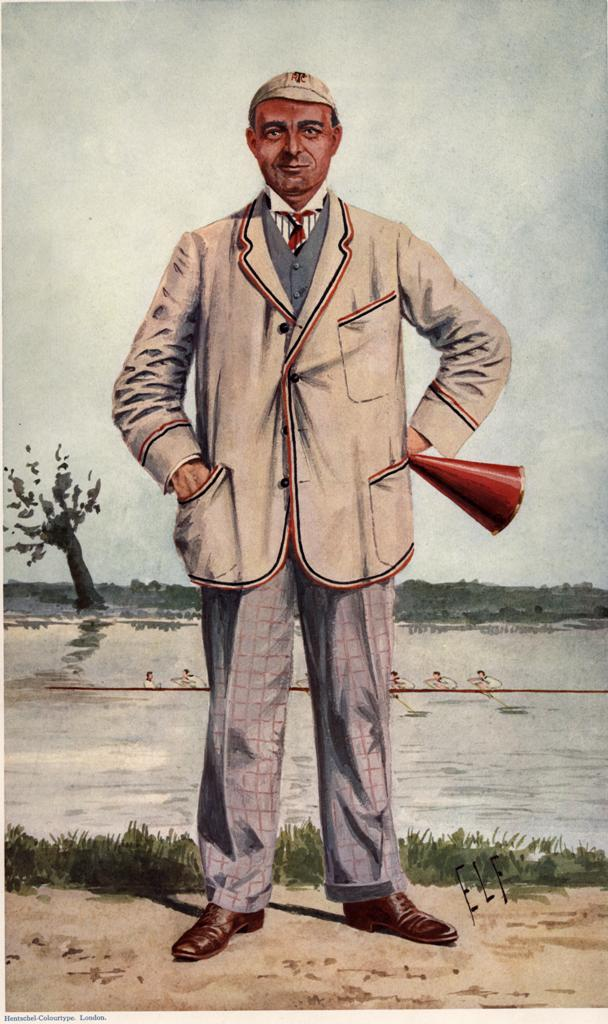
Forster RH (6 juillet 1910).
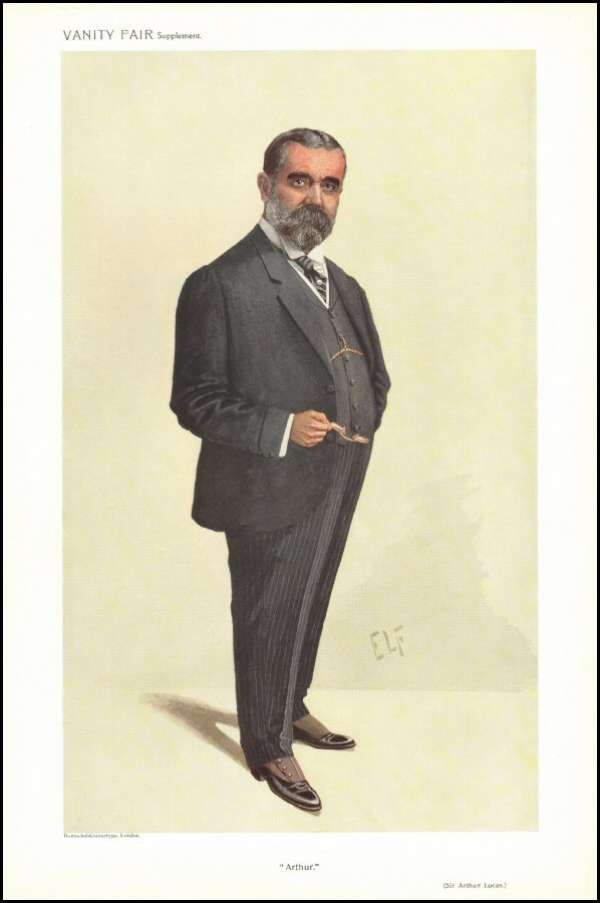
Arthur Lucas (2 juin 1909).
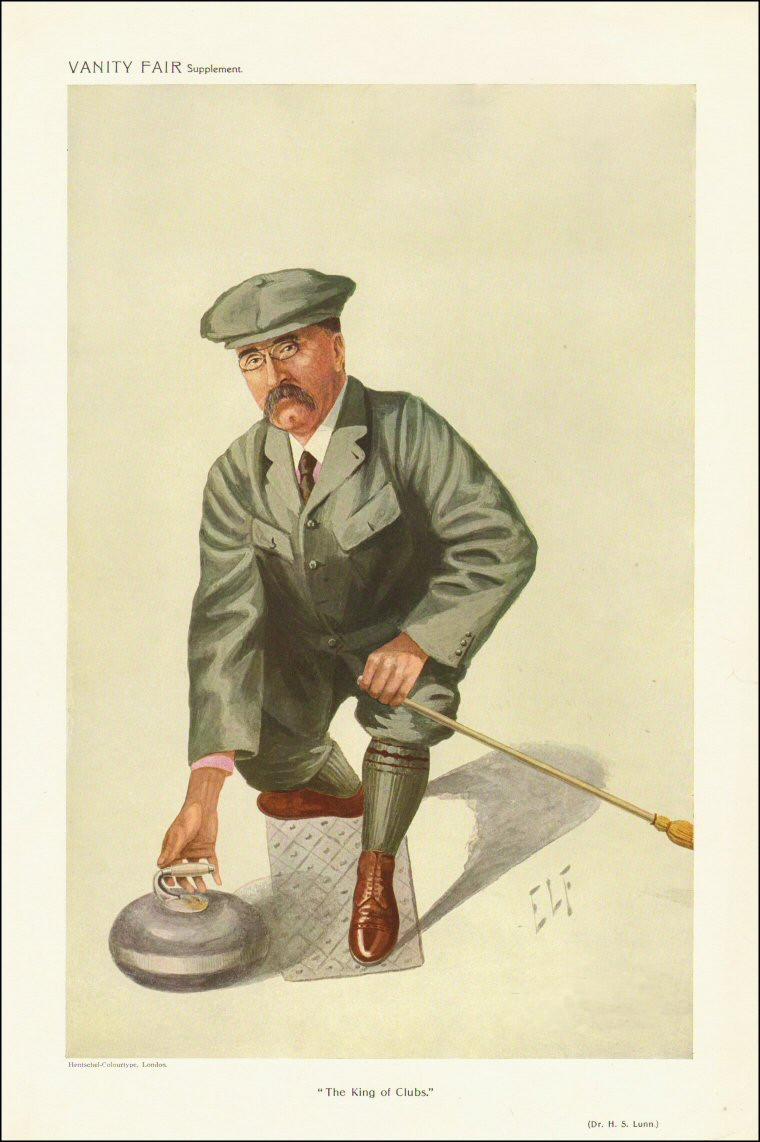
Henry Simpson Lunn (6 octobre 1909).
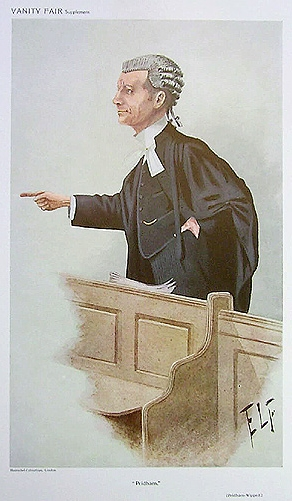
P.H. Pridham-Wippell (24 mars 1910).
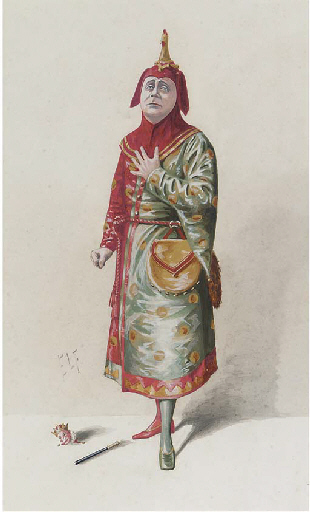
Charles Workman (31 mars 1910).

### Peintures

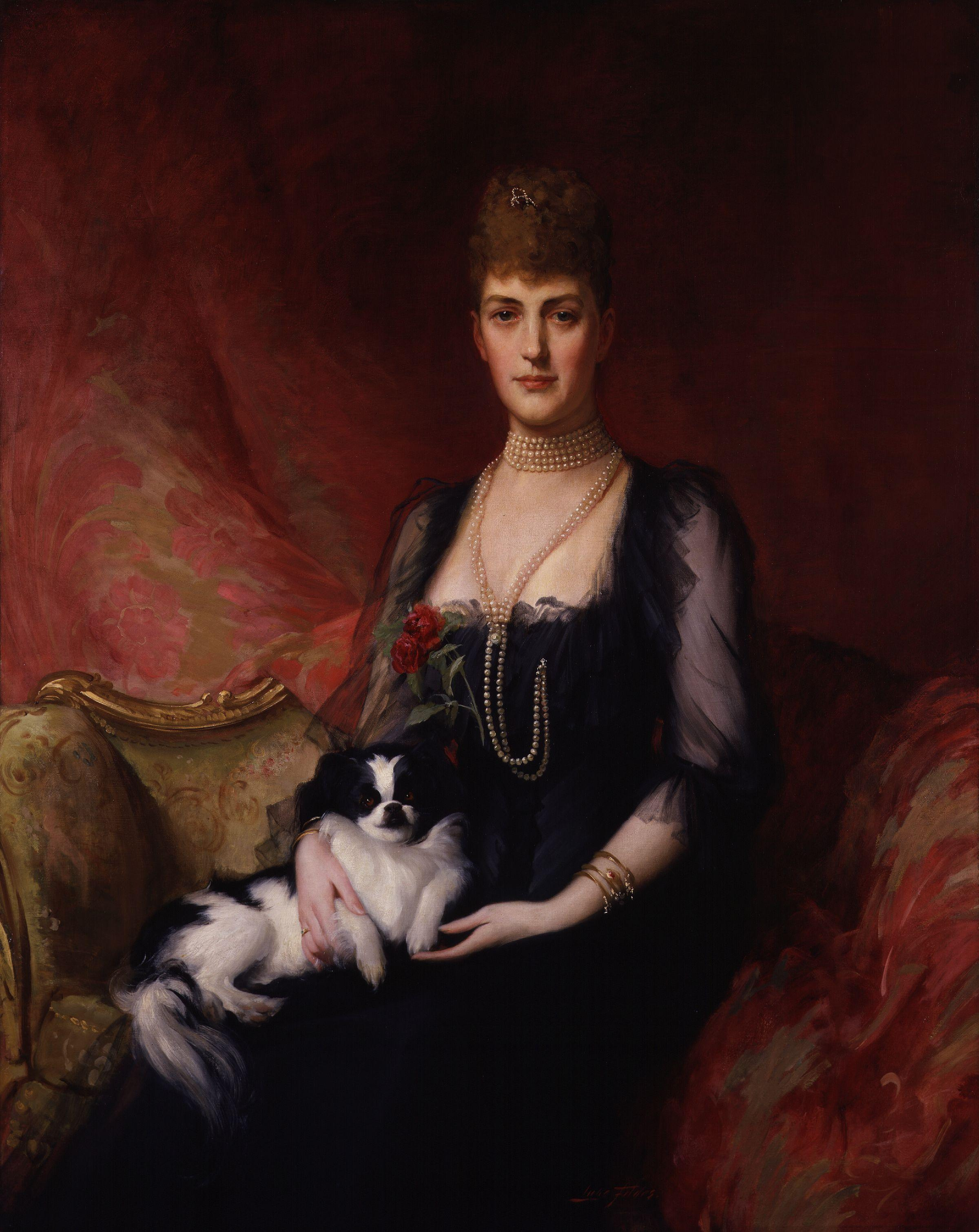
Alexandra de Danemark (1920)
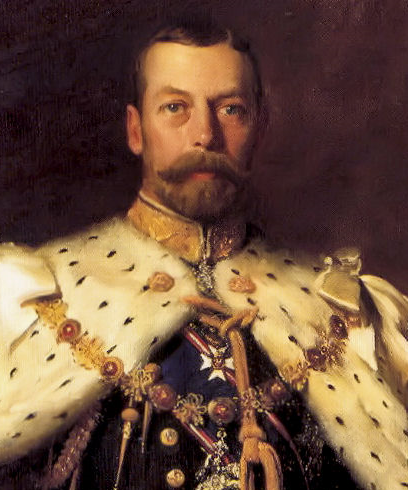
George V (1911)
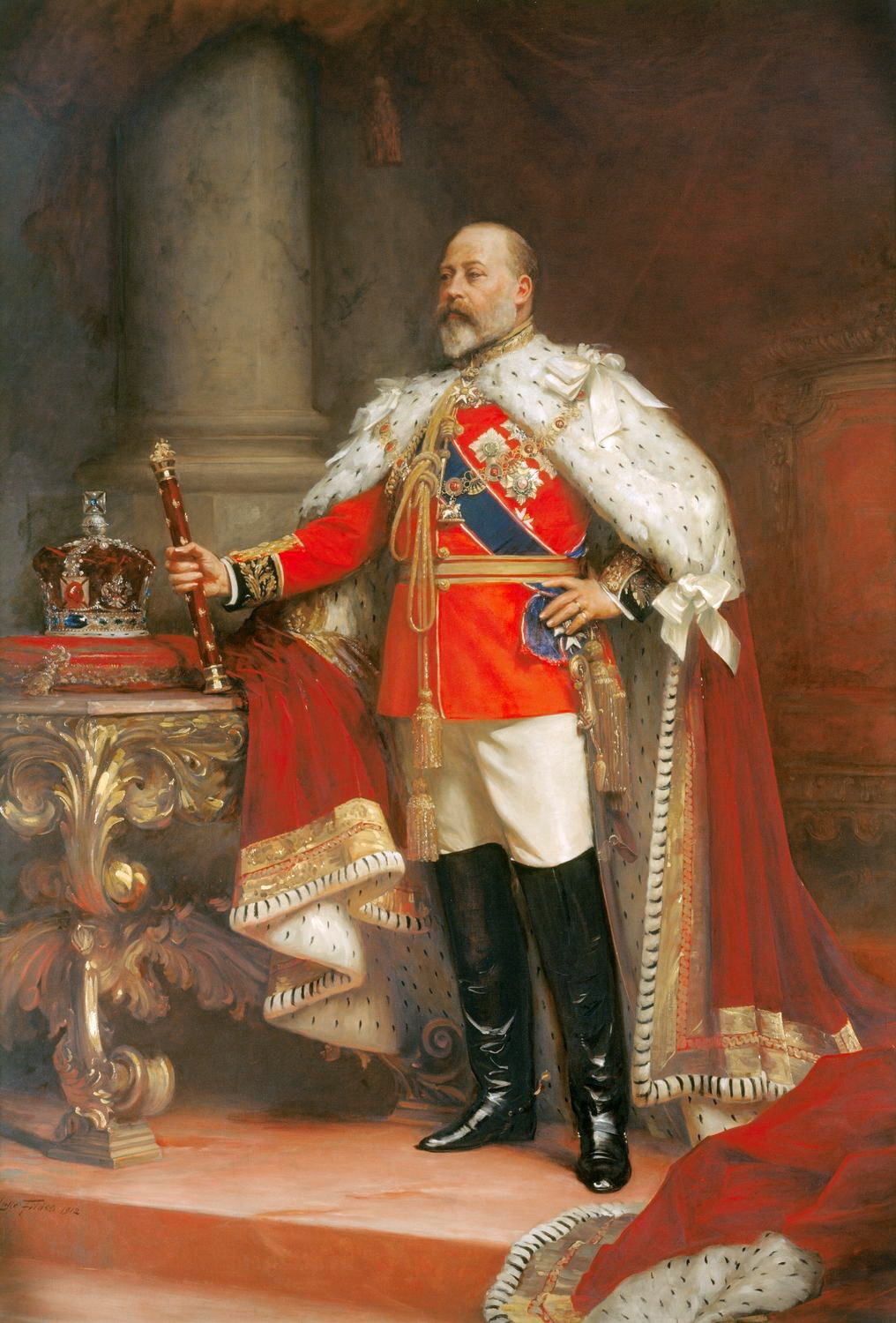
Édouard VII (1912)
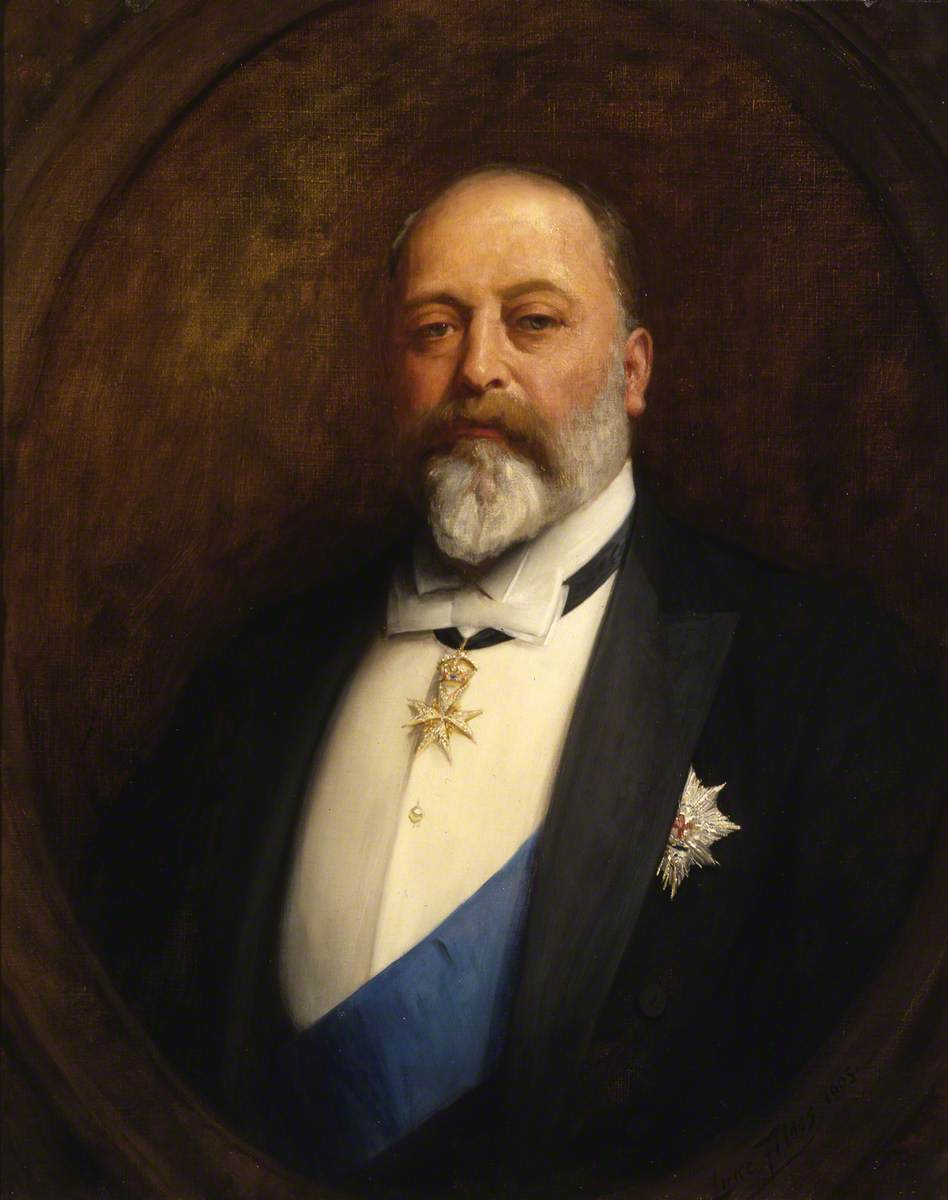
Édouard VII (1912)
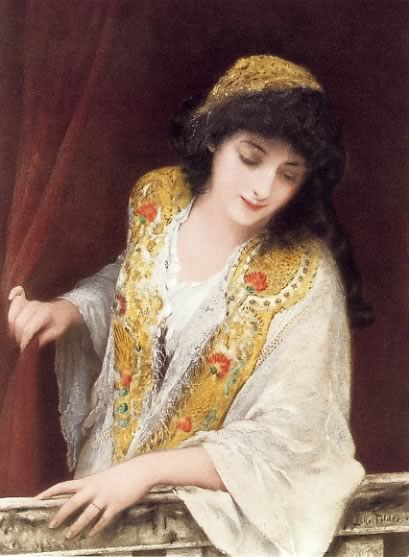
Jessica (1888)
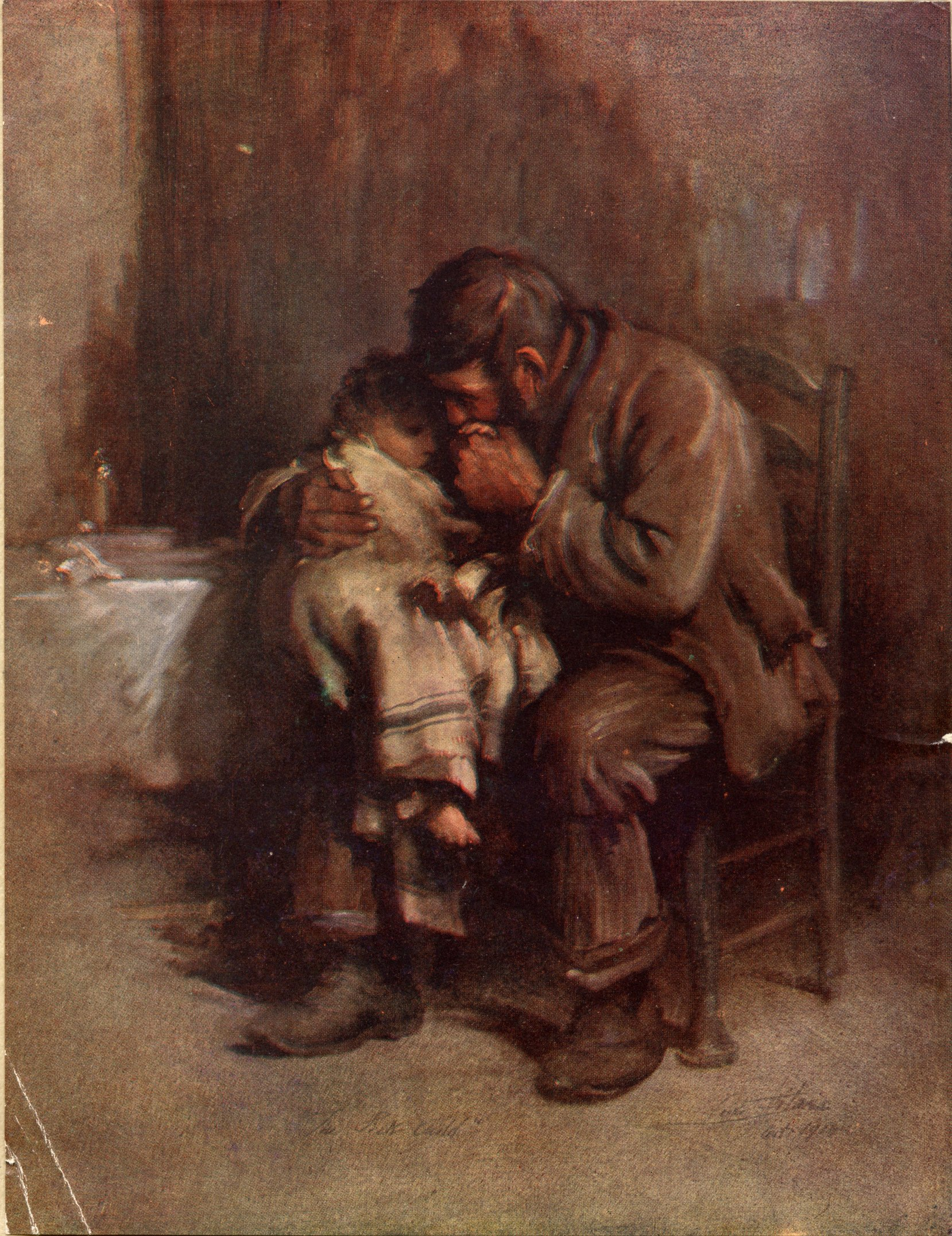
L'orphelin (1914)
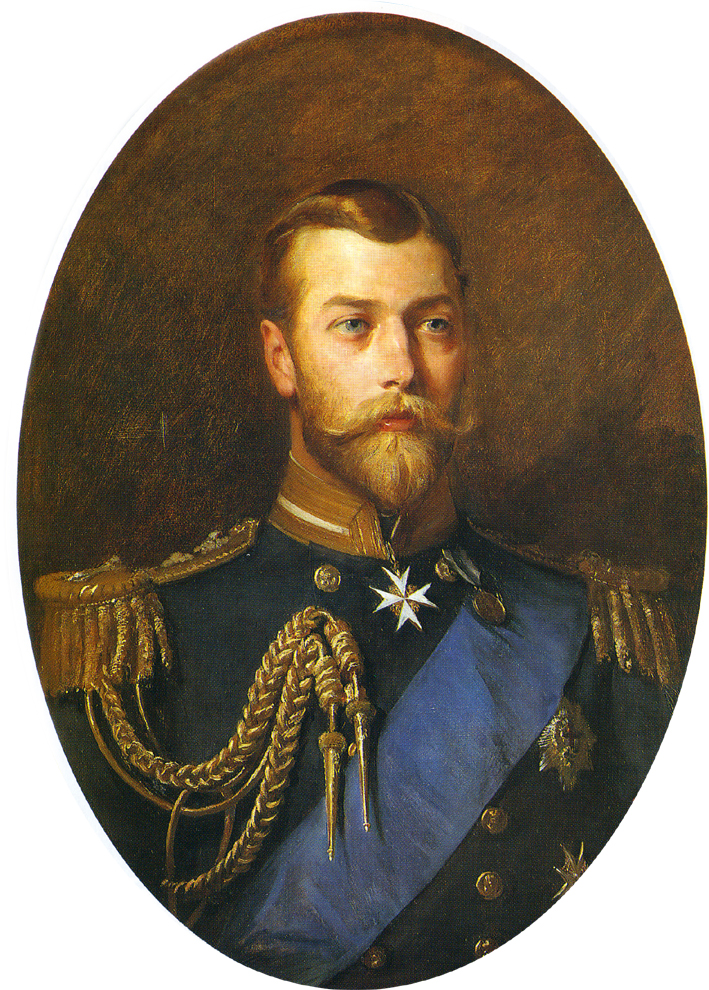
Le Prince de Galles, futur George V (1892)
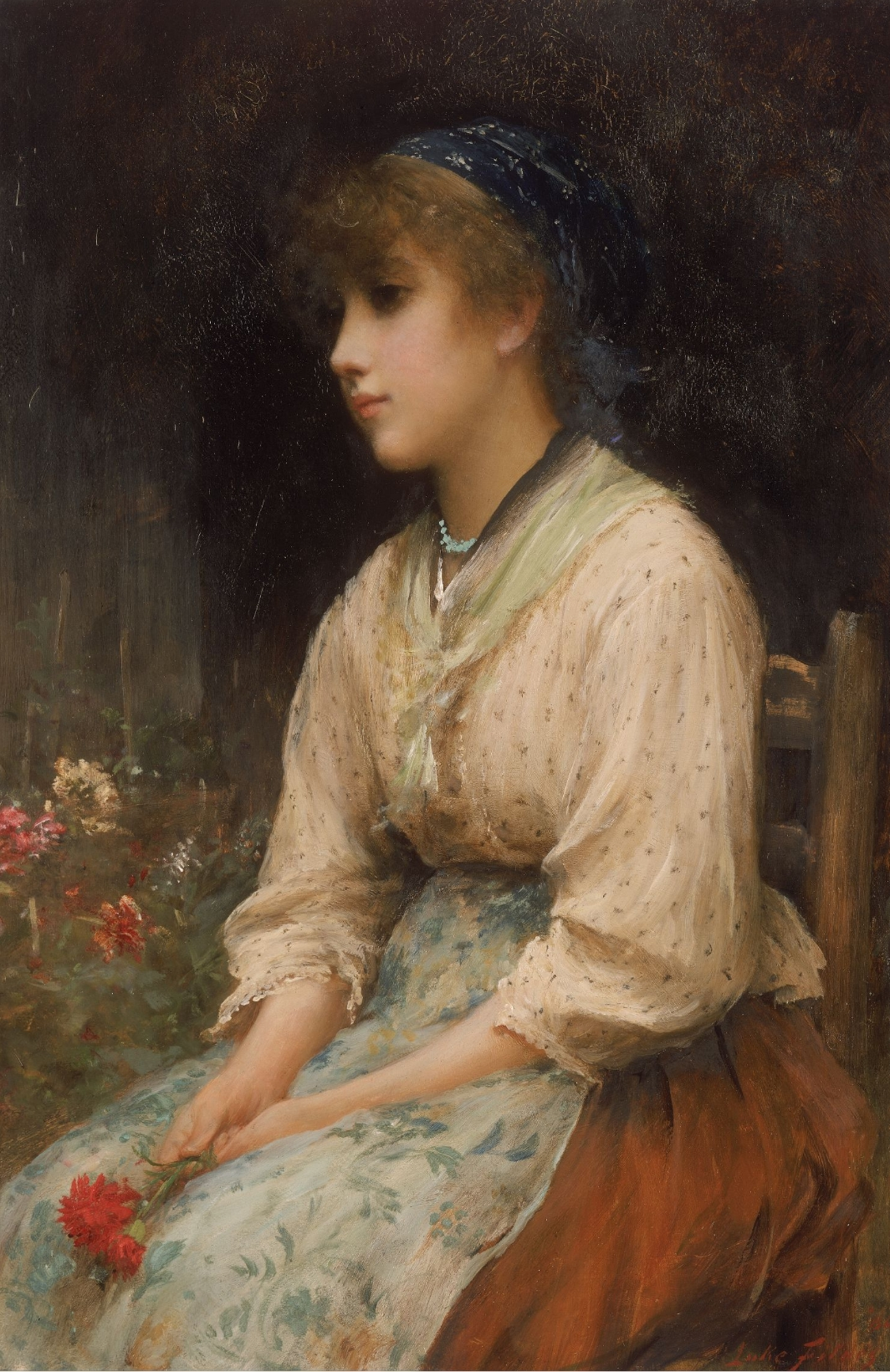
Fleuriste vénitienne (1877)
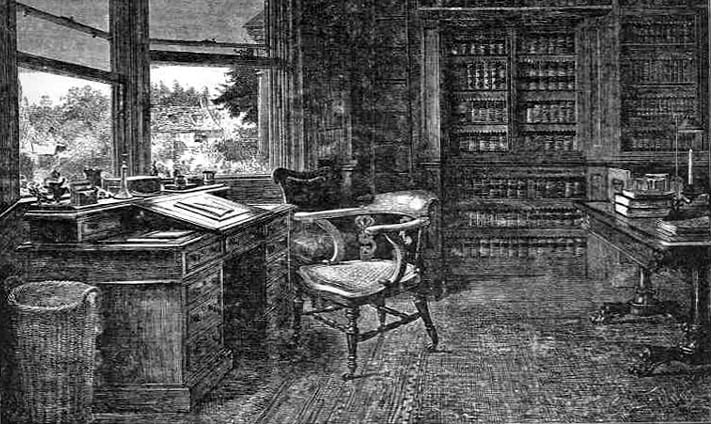
La chaise vide (1870)
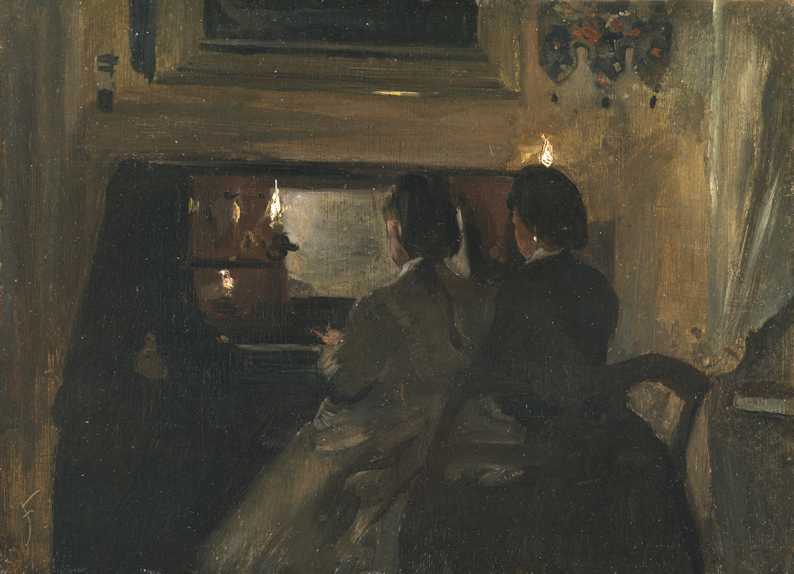
Le duo (1927)
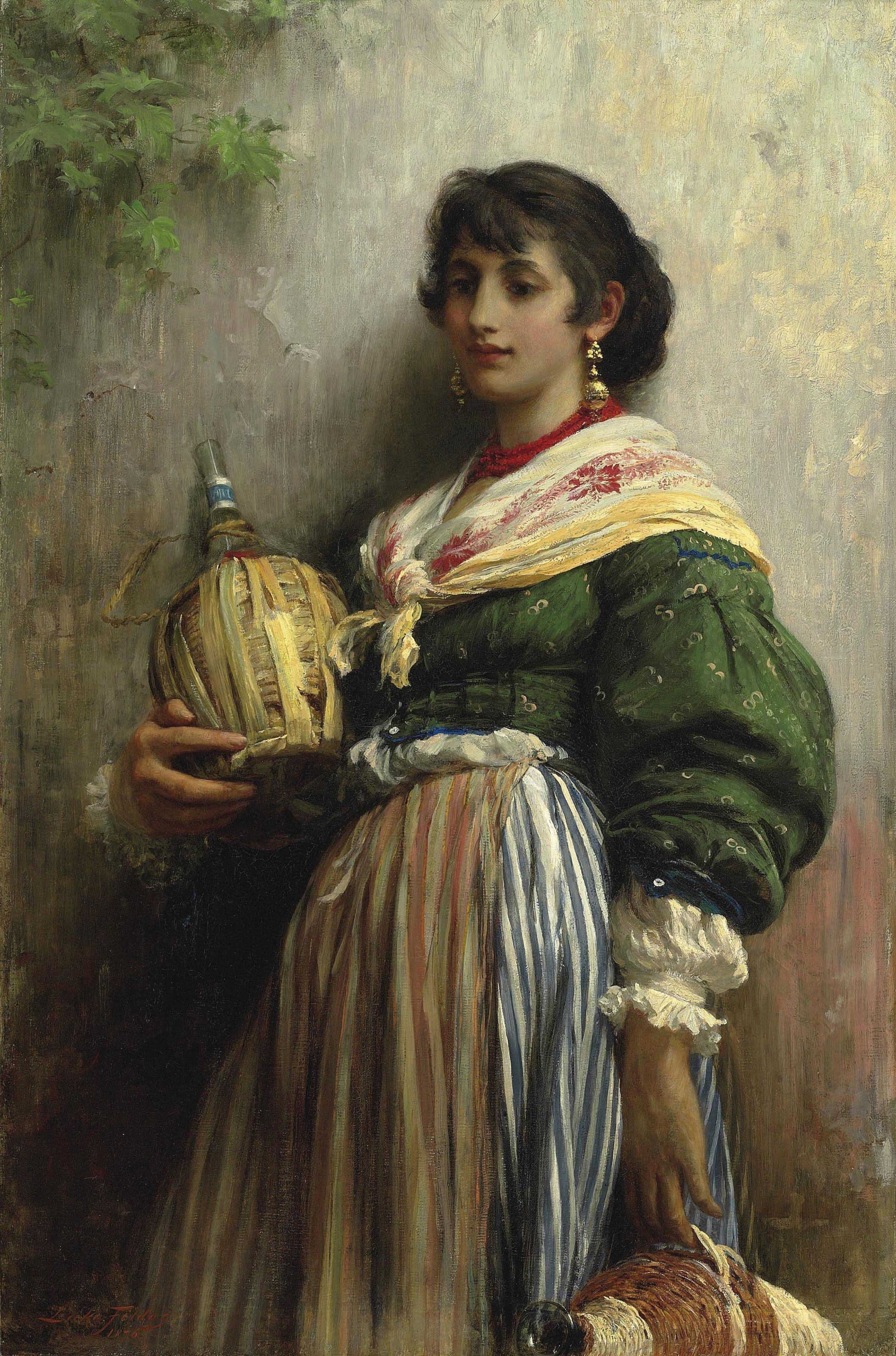
Rosa Siega (1876)
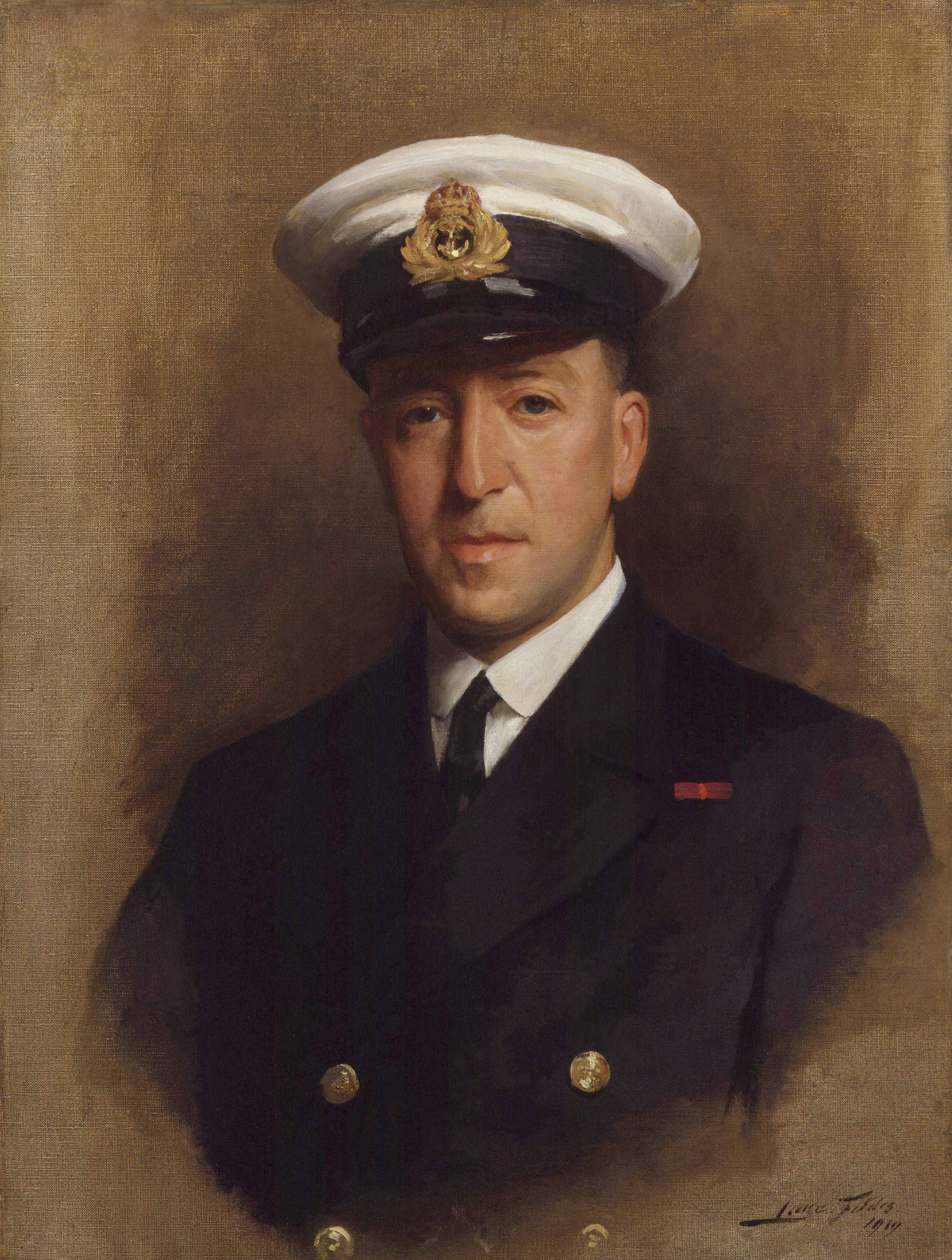
Sir Paul Fildes (date inconnue)
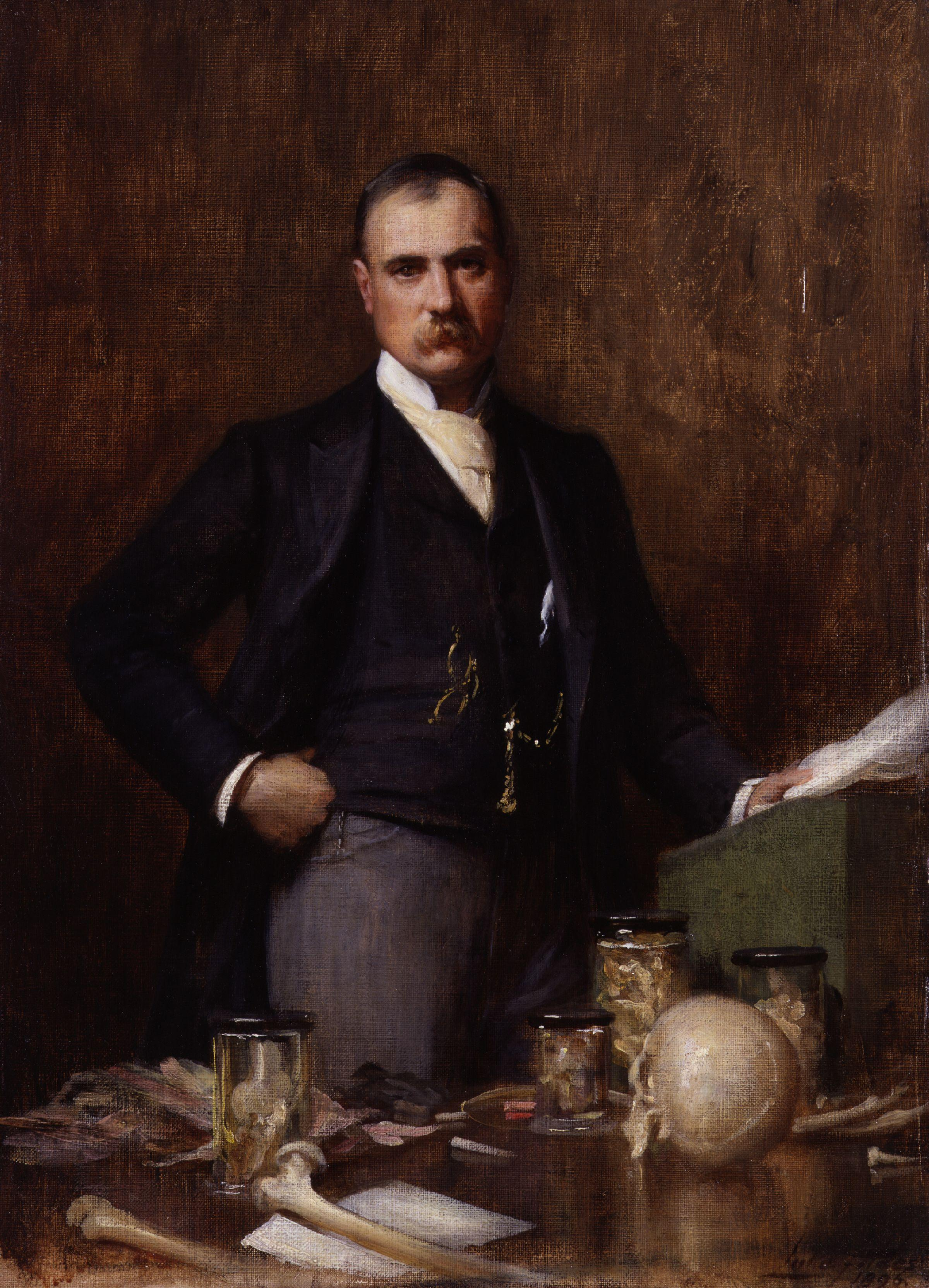
Sir Frederick Treves (1896)
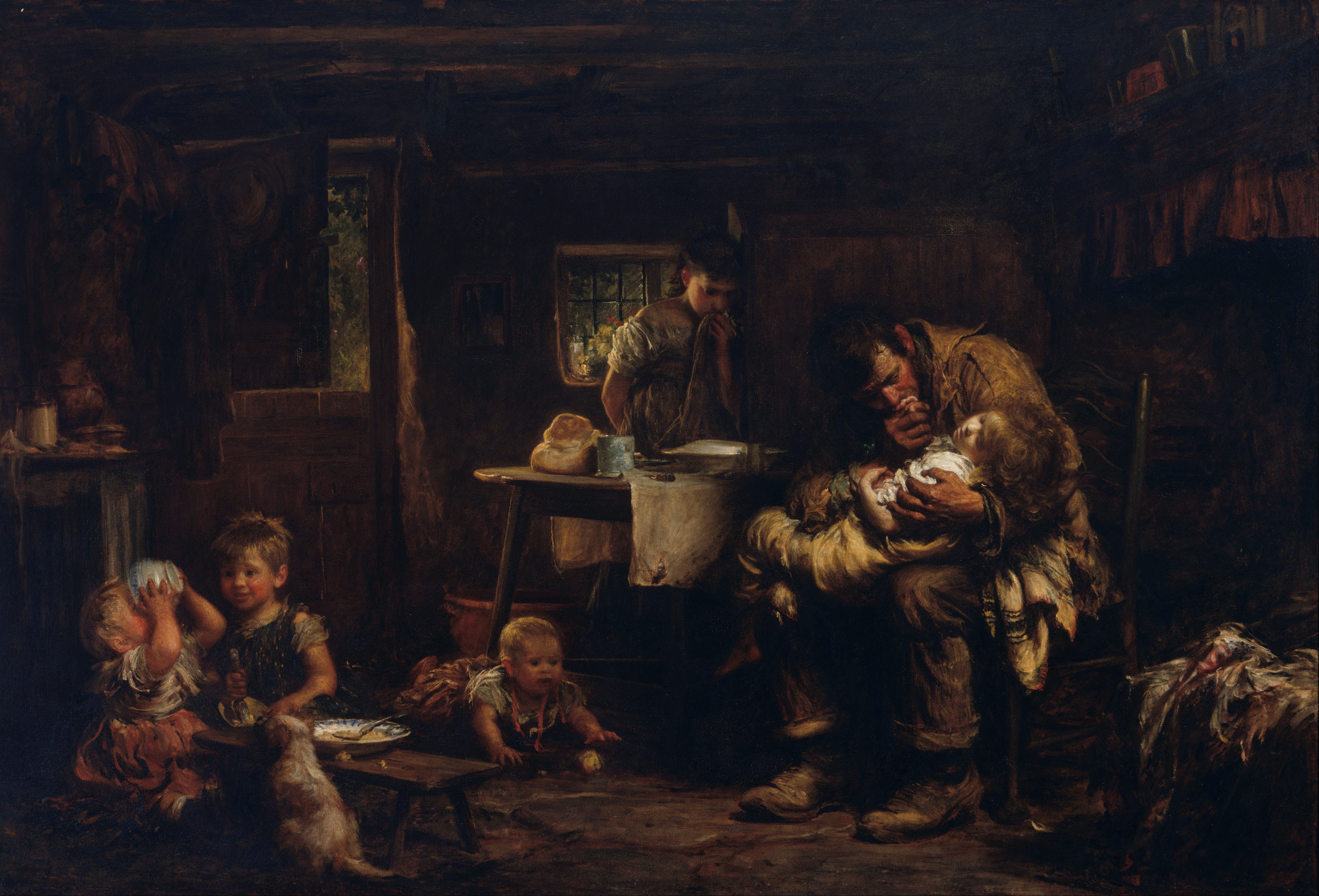
Le veuf